# Industrieproduktion
Industrieproduktion ist in der Volkswirtschaftslehre eine volkswirtschaftliche Kennzahl, welche die Gesamtheit aller Güter erfasst, die im Sektor Industrie ohne Berücksichtigung der Bauwirtschaft erwirtschaftet werden. Pendant ist die Agrarproduktion.

## Allgemeines
Die Industrieproduktion ist ein wichtiger Indikator für den Konjunkturverlauf. Dabei ist nicht so sehr der absolute Produktionswert von Interesse, sondern die Industrieproduktion wird mit einem monatlichen Index angegeben. Eurostat ermittelt die Industrieproduktion für sämtliche EU-Mitgliedstaaten auf der Basis des Jahres 2015 (= 100). Im Juli 2019 lag beispielsweise der Index der Industrieproduktion in Deutschland bei 99,5, so dass sie leicht unter den Wert von 2015 zurückgegangen war.

## Wirtschaftliche Aspekte
Die Industrieproduktion umfasst die Herstellung von Investitions- und Konsumgütern. Zu ersteren (wie Maschinen, Schiffen, technische Anlagen) werden auch die Vorleistungsgüter gerechnet, Konsumgüter werden in Gebrauchs- und Verbrauchsgüter unterteilt. Zur Industrieproduktion gehören sowohl die Herstellung von Halbfabrikaten und deren Weiterverarbeitung sowie Fertigerzeugnisse. Nicht zur Industrieproduktion wird die Bauwirtschaft gerechnet, weil die Bauproduktion eine besondere Art der Industrieproduktion darstellt. Im Unterschied von den gewöhnlichen Arten der Industrieproduktion (Automobilbau, Maschinenbau, Textilindustrie usw.) wird die Bauproduktion an Baustellen für Bauwerke oder Gebäude durchgeführt und ist nicht stationär organisiert wie die Industrieproduktion.
Überwiegt in einem Staat die Industrieproduktion, so wird von einem Industriestaat gesprochen, bei überwiegend landwirtschaftlicher Produktion handelt es sich um einen Agrarstaat. Industrieproduktion kann sowohl für die Selbstversorgung als auch für den Export betrieben werden. Typisch für die Industrieproduktion ist die Massenproduktion nach dem Gesetz der Massenproduktion (mit Fixkostendegression) standardisierter Produkte, wobei wegen der besseren Nutzung von Skaleneffekten Großindustrie und Großunternehmen tendenziell zunehmen.

## Statistik
In absoluten Werten (allerdings inklusive Baugewerbe) führte 2017 die Volksrepublik China mit 4.950 Mrd. US $, gefolgt von den USA (3.520 Mrd. US $), Japan (1.450 Mrd. US $) und Deutschland (1.015 Mrd. US $). 
| Rang | Land                   | Industrieproduktion in Mio. US-Dollar | Wachstumsrate in Prozent | Jahr |
| ---- | ---------------------- | ------------------------------------- | ------------------------ | ---- |
| 1    | Volksrepublik China    | 4.950.917                             | 6,1 %                    | 2017 |
| ...  | Europäische Union      | 3.851.032                             | 3,3 %                    | 2017 |
| 2    | Vereinigte Staaten     | 3.516.381                             | 0,1 %                    | 2016 |
| 3    | Japan                  | 1.450.160                             | 2,0 %                    | 2016 |
| 4    | Deutschland            | 1.014.953                             | 2,6 %                    | 2017 |
| 5    | Indien                 | 679.384                               | 4,8 %                    | 2017 |
| 6    | Südkorea               | 549.069                               | 4,6 %                    | 2017 |
| 7    | Kanada                 | 495.397                               | 4,8 %                    | 2014 |
| 8    | Vereinigtes Königreich | 487.088                               | 3,1 %                    | 2017 |
| 9    | Russland               | 473.995                               | 0,6 %                    | 2017 |
| 10   | Frankreich             | 448.363                               | 1,3 %                    | 2017 |

Dabei machte die Industrieproduktion Deutschlands 37,7 % der gesamten Industrieproduktion der EU aus. Bei den in der Liste aufgeführten Staaten macht die Industrieproduktion einen hohen Anteil am jeweiligen Bruttoinlandsprodukt aus, so dass diese Staaten allesamt als Industriestaaten gelten.